# 大山巖
大山巖（1842年11月12日—1916年12月10日，天保13年－大正5年），字「清海」，雅號「赫山」、「瑞岩」，諱名，是日本武士、政治人物、軍人、元帥陸軍大將從一位大勲位功一級公爵。他在大日本帝國陸軍創立初期至日俄戰爭期間活躍。
大山巖在日俄戰爭時擔任滿洲軍總司令官，與联合舰队司令官東鄉平八郎一起被稱為「陸上大山海上東鄉」。大山國葬時，俄國派員前往日本，以「全俄國陸軍」之名弔唁。

## 經歷
1842年（天保13年）出生於日本薩摩國鹿兒島城下加治屋町柿本寺通，為薩摩藩武士大山彥八綱昌的次子，幼名為「岩次郎」。年輕時候受到同藩有馬新七等激進派的影響，於1862年（文久2年）寺田屋事件後被软禁，閉門思過。
在薩英戰爭爆发后，被西歐列強軍事力量所震惊，于是开始和江戶幕府幕臣江川英龍學習砲術，后在戊辰戰爭中率領新式步槍部隊，在鳥羽伏見（現京都市南區及伏見區）、會津等地轉戰。同時也改進大砲，名為「彌助砲」。
明治維新以後，赴歐洲考察普法戰爭，於1870-1873年間於日內瓦留學。之後經歷西南戰爭、士族反亂的鎮壓。
甲午戰爭擔任第二軍司令官。
1894年11月21日，號稱遠東第一要塞的大連旅順口被日軍攻陷，清軍地面部隊兵敗如山倒。
1916年（大正5年），參觀陸軍特別大演習後，於歸途上因胃病而倒，随后卧床不起。
1916年12月10日因胆囊病变逝世，终年75歲。

## 軼事
- 西南戰爭中擔任政府軍指揮官，跟親戚西鄉隆盛對戰。因為這個緣故，他再也沒有踏上故鄉鹿兒島。但是他一直是西鄉隆盛弟弟西鄉從道的盟友。
- 甲午戰爭前，右眼失明。
- 大山家在東京表參道有很廣大的宅邸，在太平洋戰爭、1945年5月東京大空襲時燒毀。當時傳說，美軍刻意以大山宅邸為目標。